# Louis Delmas
Louis Delmas (Fort Pierce, 12 aprile 1987) è un giocatore di football americano statunitense che gioca nel ruolo di safety per i Miami Dolphins della National Football League (NFL). Fu scelto nel corso del secondo del Draft NFL 2009 dai Detroit Lions. Al college ha giocato a football alla Western Michigan University.

## Carriera professionistica

### Detroit Lions
Delmas fu scelto dai Detroit Lions come 33º assoluto nel Draft 2009. Nella prima gara in carriera, contro i New Orleans Saints, ritornò un fumble per 65 yard in touchdown. A fine mese fu premiato come miglior rookie di settembre. Il 20 dicembre 2009, Delmas divenne il primo debuttante nella storia della NFL a ritornare un intercetto in touchdown, un fumble in touchdown e a mettere a segno una safety nella sua prima annata. Inoltre fu solamente il secondo giocatore della storia a fare tutto ciò in una singola stagione.
Nel 2010 e 2011, Delmans fu nominato come riserva per il Pro Bowl, malgrado nell'ultima stagione avesse perso cinque gare per un infortunio. Il 15 marzo firmò un prolungamento biennale coi Lions tdel valore di 9,465 milioni di dollari. Tuttavia, il 13 febbraio 2014 fu svincolato.

### Miami Dolphins
Il 10 marzo 2014, Delmas firmò un contratto annuale coi Miami Dolphins. Nella settimana 8 contro i Jaguars ritornò un fumble per 81 yard in touchdown, venendo premiato come miglior difensore della AFC della settimana. Nel quattordicesimo turno contro i Ravens si ruppe il legamento crociato anteriore, venendo costretto a chiudere la sua stagione, conclusasi con 61 tackle, un sack e un intercetto.
Il 19 agosto 2015, durante un allenamento, Delmas si ruppe il legamento crociato anteriore.

## Palmarès
- Difensore della AFC della settimana: 1

8ª del 2014
- Rookie difensivo del mese: 1

settembre 2009
- PFWA All-Rookie Team - 2009

## Statistiche
| Tackle     | 392 |
| Sack       | 6,0 |
| Intercetti | 7   |

Statistiche aggiornate alla stagione 2014